# 李保国 (1964年)
李保国（1964年10月—），男，汉族，山西襄汾人，中国土壤学家、农业资源环境专家，中国农业大学教授，享受国务院政府特殊津贴专家，教育部第三批长江学者特聘教授。研究领域为土壤学、农业资源与环境科学等。主编《土壤学实验》、《资源与环境系统分析》等著作，发表文章数百篇，获得中国国家科技进步特等奖等奖项。

## 生平
1980年8月至1989年12月，先后获得北京农业大学（今中国农业大学）土壤农化系农学学士、遥感研究所土壤学硕士、土地资源系土壤学理学博士学位。毕业后留校任教，先后担任农业水管理研究所所长、资源环境学院教授等职。

## 社会兼职
担任《Pedosphere》、《土壤学报》、《中国农业科学》等杂志编委。